# Sveti Florijan nad Škofjo Loko
Sveti Florijan nad Škofjo Loko, pogosto zapisano okrajšano kot Sv. Florijan nad Škofjo Loko, pred letom 1955 samo Sveti Florjan, med letoma 1955 in 2002 Florjan nad Zmincem, je naselje v Občini Škofja Loka.